# Sigmund Adler
Sigmund Adler (geboren 26. November 1853 in Prag; gestorben 18. August 1920 in Wien) war ein österreichischer Rechtshistoriker und Hochschullehrer.

## Leben und Wirken
Sigmund war ein Sohn des jüdischen Kaufmanns Salomon Markus Adler und seiner Frau Johanna (geb. Herzl). Bereits 1855 übersiedelte die Familie, die erst 1851 aus dem mährischen Leipník nach Prag gekommen war, nach Wien-Leopoldstadt, seit 1850 2. Bezirk der wachsenden Hauptstadt. Hier gelang es dem Vater, durch Realitätengeschäfte beträchtliches Vermögen zu erwerben. Victor Adler war sein älterer Bruder. 
Nach dem Schulbesuch studierte er zunächst an der Universität Wien Nationalökonomie und wechselte später zur Rechtsgeschichte. 1878 promovierte er an der Universität Straßburg zum Dr. jur. 1889 habilitierte er sich in Wien und wurde im darauffolgenden Jahr außerordentlicher und 1900 ordentlicher Professor an der Universität Wien. Kurz vor seinem Tod wurde er zum Dekan der juristischen Fakultät ernannt.